# Ortigós
L'Ortigós es una localidad española del municipio tarraconense de La Bisbal del Panadés, en la comunidad autónoma de Cataluña. 

## Historia
Hacia mediados del siglo XIX, el lugar, por entonces perteneciente ya al municipio de La Bisbal, tenía contabilizada una población de 50 habitantes. La localidad aparece descrita en el decimosegundo volumen del Diccionario geográfico-estadístico-histórico de España y sus posesiones de Ultramar de Pascual Madoz de la siguiente manera:

ORTIGÓS: ald. en la prov. de Tarragona (7 horas), part. jud. de Vendrell (1 1/2), aud. terr., c. g. y dióc. de Barcelona (14), ayunt. de Bisbal (1 1/2): sit. entre montes, le combaten con frecuencia los vientos del S.; el clima es templado y sano; las enfermedades comunes, son fiebres intermitentes. Tiene 9 casas, que forman una mala calle, y una capilla aneja á la parr. de Bisbal. El térm. confina N. Montmell; E. Llorens y San Jaime dels Domeñis; S. el mismo y Bañeras, y O. Mallorens. El terreno es de secano, de ínfima calidad; la parte montuosa, abunda de mata baja; le cruzan varios caminos locales de herradura, que se hallan en mal estado. prod.: trigo, vino, aceite, patatas; cria caza de perdices. comercio: esportacion de vino, é importacion de otros artículos de primera necesidad. pobl.; 5 vec., 50 alm.: cap. prod.: 1.322,000. imp.: 39,660.
(Madoz, 1849, p. 380)

En 2022, la localidad tenía empadronados 17 habitantes.